# Mikołaj Franciszek Ogiński
Mikołaj Franciszek Ogiński (zm. 1715) – książę, marszałek wołkowyski, miecznik wielki litewski około 1685, podskarbi nadworny litewski od 1695, kasztelan trocki od 1711, starosta radoszkowicki.
Syn Jana, hetmana polnego litewskiego i Anny Siemaszko. W 1674 poparł elekcję Jana III Sobieskiego. Poseł na sejmy w latach 1688 i 1690. W okresie bezkrólewia po śmierci Jana III Sobieskiego należał do obozu antysapieżyńskiego. Uczestniczył w sejmie w 1699. Poseł na Walną Radę Warszawską.
Poślubił Katarzynę z Kopciów. Miał trzech synów: Ludwika Karola, Jerzego Kazimierza, Antoniego oraz cztery córki.